# Kerncentrale Obninsk
De kerncentrale van Obninsk (Russisch: Обнинская АЭС, Obninskaja AES) is een kerncentrale in de onderzoeksstad Obninsk in de oblast Kaloega, ongeveer 110 kilometer ten zuidwesten van Moskou. Het was de eerste civiele kerncentrale ter wereld. De kernreactor staat ook bekend onder de naam "APS-1 Obninsk" (Atoomcentrale 1 Obninsk).

## Geschiedenis
De bouw van de kerncentrale werd gestart op 1 januari 1951. De constructie was voltooid op 1 juni 1954, en vier weken later, op 26 juni 1954 werd de eerste stroom aan het elektriciteitsnet geleverd. Gedurende de daaropvolgende tien jaren bleef Obninsk de enige actieve kerncentrale in de Sovjet-Unie. De centrale bleef tot 29 april 2002 in werking.

## Details
De centrale had één reactor, genaamd AM- 1 ("Атом Мирный", Atom Mirny, of "vreedzaam atoom"), met een vermogen van 6 MW, en een netto capaciteit van zo'n 5 MW, en een thermisch vermogen van 30 MW. Het was een prototype dat grafiet als moderator en waterkoeling gebruikte, en kan gezien worden als een voorloper van de RBMK-reactoren.
Inactief: VK-50 · Obninsk 

Actief: Balakovo · Belojarsk · Bilibino · Kalinin · Kola · Koersk · Leningrad · Novovoronezj · Rostov · Smolensk 

in aanbouw: Novovoronezj II · Leningrad II · Severodvinsk · Tver